# Novosibirsk
Novosibirsk [novosibírsk] (rusko Новосиби́рск) je mesto v Rusiji, upravno središče Sibirskega zveznega okrožja, Novosibirske oblasti ter njej pripadajočega Novosibirskega mestnega okrožja (район). Je veliko znanstveno, kulturno, industrijsko, transportno in poslovno središče. Leži 3303 km vzhodno od Moskve na Priobski planoti, ki se razprostira ob porečju reke Ob.
Leta 2014 je imelo mesto 1.547.910 prebivalcev in je bilo tako tretje največje rusko mesto, za Moskvo in Sankt Peterburgom. Metropolitansko območje je leta 2010 štelo 1.612.833 prebivalcev in je bilo na 7. mestu v Rusiji. Površina mesta meri približno 503,1 km². Novosibirsk je tudi največje mesto azijskega dela Rusije in Sibirije, kjer je središče metropolitanskega območja, nekdaj imenovanega Veliki Novosibirsk.

## Zgodovina
Od ustanovitve leta 1893 do 1895 se je mesto imenovalo Aleksandrovski, do leta 1913 Novo-Nikolajevski, do leta 1917 Novo-Nikolajevsk in do leta 1926 Novonikolajevsk (Новоникола́евск). Mesto so ustanovili kot bodočo točko ob transsibirski železnici, ki bi prečkala reko Ob. Mesto so poimenovali po svetem Nikolaju. Tedaj je vladal tudi car Nikolaj II. Most so za promet odprli spomladi 1897. Njegov pomen se je povečal v 20. stoletju z dokončanjem turkestansko-sibirske železnice (tursib), ki je povezala Novosibirsk s Srednjo Azijo in Kaspijskim jezerom.
Do odprtja mostu je imel Novonikolajevsk 7.800 prebivalcev. Leta 1906 so ustanovili prvo banko in do leta 1915 jih je bilo že pet. Leta 1907 je postalo mesto z vsemi pravicami samostojne uprave in s številom prebivalcev 47.000. V obdobju pred novembrsko revolucijo je bilo v mestu 80.000 prebivalcev. Mesto je imelo poljedelsko predelovalno industrijo, elektrarno, livarno železa, trgovino z blagom, banke, trgovska in transportna podjetja, sedem pravoslavnih cerkva, eno rimskokatoliško cerkev, več kin, 40 osnovnih šol, srednjo šolo, višje učiteljišče in neklasično srednjo šolo. Novosibirsk je bilo med prvimi ruskimi mesti kjer so sprejeli obvezno osnovnošolsko izobraževanje že leta 1913.
Ruska državljanska vojna je od mesta terjala velik davek. Tudi več epidemij tifusa in kolere je vzelo tisoče življenj. Znameniti most čez Ob so razstrelili. Prvič v zgodovini se je število prebivalcev v Novonikolajevsku zmanjšalo. Decembra 1917 so mesto zasedle sovjetske sile. Maja 1918 so češkoslovaški vojni ujetniki skupaj z belo gardo zavzeli Novonikolajevsk. Leta 1919 ga je zavzela Rdeča armada.
Novonikolajevsk so začeli obnavljati leta 1921 ob Leninovi novi gospodarski politiki. Mestu so leta 1926 dali novo ime, Novosibirsk - novo sibirsko mesto. Med Stalinovo industrializacijo je Novosibirsk zrasel iz velikega trgovskega mesta v eno od največjih industrijskih središč v Sibiriji. Nastalo je več velikih obratov, med njimi obrat Sibkombajn, obrat rudarskih orodij, kovinsko predelovalni obrat, obrat za predelavo hrane in drugi obrati ter tovarne, in elektrarna. V obdobju med 1932 in 1933 je med lakoto v Novosibirsk prispelo več kot 170 tisoč beguncev. Naselili so se v barakah, kolibah in kočah na robu mesta. Tako so nastale revne četrti kot sta Velika Nahalovka, Mala Nahalovka in druge.
Leta 1954 so zgradili tramvajsko progo. V tem času je bilo mesto največje v Sibiriji z 287.000 prebivalci. Naslednje leto so čez Ob zgradili most Komunalni, ki je zamenjal stari most, ob katerem je tudi nastalo mesto.

## Geografija
Mesto stoji na bregovih reke Ob v zahodno-sibirski nižini. Južno od mesta leži planota Priobskoje. Najbližja večja mesta so Krasnojarsk, Omsk in Nursultan.
Podnebje v Novosibirsku je značilno za Sibirijo s suhimi zimami in zimsko temperaturo daleč pod lediščem. Razlog za te temperature je odsotnost bližine oceana, Uralsko gorovje, ki preprečuje atlantskim zračnim masam, da bi dosegle Sibirijo in pomanjkanje visokih gora na severu Novosibirska, ki bi lahko zadržale ledene arktične vetrove. Novosibirsk je v resnici drugo najbolj oddaljeno mesto z oceana, prvo Ürümqi na Kitajskem.
Podnebje je vlažno celinsko (Köppen Dfb) s toplim poletjem in strupeno hladnimi zimami. Novosibirsk je pozimi pogosto oblačen zaradi trka atlantske in sibirske zračne mase. Sneg je pogost, pada skoraj polovico vseh zimskih dni, posamezne snežne padavine pa so običajno rahle. Povprečne temperature se gibljejo poleti od +15 ° C do +26 ° C, pozimi pa od -20 ° C do -12 ° C. Vendar lahko zimske temperature padejo od -30 ° C do -35 ° C, poletne temperature pa lahko znašajo od +30 ° C do + 35 ° C . Razlika med najvišjimi in najnižjimi zabeleženimi temperaturami je 82 ° C.
Popotniki, ki prihajajo iz držav z blagim podnebjem, bodo Novosibirsku morda pozimi težko, toda za tiste iz severnih držav to ni nič nenavadnega. Včasih se lahko hud mraz zadrži nekaj dni, vendar se temperature −40 ° C in nižje ne pojavijo vsako leto. Spomladi ulice in ceste postanejo umazane zaradi blata in taljenja snega, medtem ko je vreme še vedno hladno.

### Rastlinstvo
Najbolj znana drevesa Novosibirska so breza, bor in trepetlika. Prisotni so tudi jerebika, enovratni glog, smreka in jelka. Uspešno so bile vnesene evropske vrste jablana, jesen, brest, lipa in hrast.

## Administrativni in občinski status
Novosibirsk je upravno središče oblasti - regije in v okviru upravnih delitev deluje tudi kot upravno središče Novosibirskega okrožja, čeprav ni del tega območja. V skladu z upravno razdelitvijo je ločeno vključen kot mesto Novosibirsk  - upravna enota s statusom, enakim okrožju. Mesto Novosibirsk je kot mestno okrožje Novosibirsk vključeno v Novosibirski urbani okrug.

## Gospodarstvo
Novosibirsk je veliko industrijsko središče. Industrijski kompleks sestavlja 214 velikih in srednje velikih industrijskih podjetij. Ta ustvarijo več kot dve tretjini vse industrijske proizvodnje v regiji Novosibirsk. Vodilne panoge so letalstvo (Novosibirsk Aircraft Production Association Plant), jedrsko gorivo (Новосибирский завод химконцентратов), turbo in hidroelektrarni (Raziskovalno-proizvodno združenje ELSIB), tekstilni stroji (Textilmach), kmetijski stroji (NPO "Sibselmash"), proizvodnja elektronskih komponent in naprav (Novosibirska tovarna in oblikovalski urad polprevodniških naprav NZPP, OXID Novosibirsk obrat radijskih komponent) ter metalurgija in obdelava kovin (Kuzmina Novosibirsk metalurški obrat, OJSC Novosibirsk Tin Plant in JSC Tovarna redkih kovin).
Po poročanju televizijske postaje RBC je Novosibirsk leta 2008 zasedel tretje mesto na seznamu ruskih mest, ki so bila najbolj privlačna za podjetja (leta 2007 je bila na trinajstem mestu.
Novosibirski živalski vrt je svetovno znana znanstvena ustanova, pa tudi priljubljena turistična zanimivost. V živalskem vrtu živi več kot 11.000 živali iz 738 vrst in je aktivni udeleženec v dvaindvajsetih različnih programih vzreje ogroženih vrst v ujetništvu. Vsako leto živalski vrt obišče približno 1,5 milijona ljudi.
Novosibirski planetarij (2012) je bil leta 2015 nagrajen za najboljši objekt socialne infrastrukture v Rusiji.
V mestu stoji tudi več cerkva, med njimi stolnica Aleksandra Nevskega, zgrajena v neo-bizantinskem arhitekturnem slogu v letih 1896–1899, stolnica svete Trojice ruske pravoslavne Cerkve, katere gradnja se je začela leta 1999, posvečena pa je bila 24. avgusta 2013 in pravoslavna stolnica Marijinega vnebovzetja, lesena, zgrajena leta 1913.

## Pobratena mesta
Novosibirsk pobraten z:
- Minneapolis, ZDA (1989)
- Saint Paul, Minnesota, ZDA (1989)
- Saporo, Japonska (1990)
- Mianyang, Kitajska (1994)
- Daejeon, Južna Koreja (2001)
- Varna, Bolgarija (2008)
- Oš, Kirgizistan (2009)
- Harkov, Ukrajina (2011)
- Minsk, Belorusija (2012)
- Shenyang, Kitajska (2013)
- Erevan, Armenija (2014)
- Sevastopol, Ukrajina (2014)
- Ulan Bator, Mongolija (2015)
- Tiraspol, Moldavija (2016)

## Asteroid 4271
Ob 100-letnici Novosibirska je bil leta 1993 po njem poimenovan asteroid (4271), odkrit 3. aprila 1976.